# Козяково-Челнинское сельское поселение
Козяково-Челнинское се́льское поселе́ние — муниципальное образование в Рыбно-Слободском районе Татарстана Российской Федерации.
Административный центр — село Козяково-Челны, находится от города Казани на расстоянии 100 километров, до районного центра поселка городского типа Рыбная-Слобода 35 километров.
Территория сельского поселения  характеризуется климатом с весенними и осенними заморозками, периодическими засухами. Преобладающие ветра юго-западные. Рельеф волнистый. Протяженность с севера на юг 16 километров и с запада на восток 18 километров.

## История
Козяково-Челнинское сельский совет образовался  в 1918 году и входил в состав Кадряковской волости Лаишевского уезда Казанской губернии. 
С 1927 года сельсовет входил в состав Рыбно-Слободского района. 
Статус и границы сельского поселения установлены Законом Республики Татарстан от 31 января 2005 года № 37-ЗРТ «Об установлении границ территорий и статусе муниципального образования "Рыбно-Слободский муниципальный район" и муниципальных образований в его составе».

## Население
| 2010 | 2011 | 2012 | 2013 | 2014 | 2015 | 2016 |
| ---- | ---- | ---- | ---- | ---- | ---- | ---- |
| 615  | ↘611 | ↘587 | ↘563 | ↘556 | ↗566 | ↘541 |
| 2017 | 2018 |      |      |      |      |      |
| ↘531 | ↘514 |      |      |      |      |      |

## Состав сельского поселения
| № | Населённый пункт  | Тип населённого пункта       | Население |
| - | ----------------- | ---------------------------- | --------- |
| 1 | Бердибяково       | деревня                      |           |
| 2 | Большое Кадряково | деревня                      |           |
| 3 | Иванаево          | деревня                      |           |
| 4 | Козяково-Челны    | село, административный центр |           |
| 5 | Малое Кадряково   | деревня                      |           |
| 6 | Уреево-Челны      | село                         |           |